# يحيى الطاهر عبد الله
يحيى الطاهر عبد الله (مواليد: 30 أبريل 1938 - توفي يوم 9 أبريل 1989). هو شاعر وكاتب مصري. يعد واحدًا من الوجوه البارزة بين مبدعي فترة الستينيات، وهو شاعر القصة القصيرة بحق كما لُقِّب، وما زال الفيلم المأخوذ عن روايته يذكِّر الجميع به، وهو الطوق والأسورة، بالرغم من اعتباره فيلما نخبويا غير جماهيري على نحو ما.

## نشأته
ولد يحيى الطاهر محمد عبد الله في(30 أبريل عام 1938) عام بقرية الكرنك بمحافظة الأقصر بصعيد مصر، وقد توفيت والدته وهو في سن صغيرة فتولت خالته رعايته والتي أصبحت زوجة أبيه فيما بعد، كان ترتيب يحيى هو الثاني بين إخوته الثمانية، وكان والده شيخا معمما يقوم بالتدريس في إحدى المدارس الابتدائية بقربة الكرنك، وكان لوالده تأثير كبير عليه في حب اللغة العربية بالإضافة إلى أنه كان مهتما بكتابات((العقاد)) و((المازني)).
تلقى تعليمه بالكرنك حتى حصل على دبلوم الزراعة المتوسطة ثم عمل بوزارة الزراعة لفترة قصيرة، في العام 1959 انتقل يحيى إلى قنا مسقط رأس الشاعرين الكبيرين عبد الرحمن الأبنودي و أمل دنقل حيث التقى بهما وقامت بينهم صداقة طويلة.

## بدايته
في عام 1961 كتب يحيى الطاهر عبد الله أول قصصه القصيرة (محبوب الشمس) ثم كتب بعدها في نفس السنة (جبل الشاي الأخضر) ، وفي العام 1964 انتقل يحيى إلى القاهرة وكان قد سبقه إليها صديقه عبد الرحمن الأبنودي في نهاية عام 1961 بينما انتقل أمل دنقل إلى الإسكندرية، أقام يحيى مع الأبنودي في شقة بحي بولاق الدكرور وفيها كتب بقية قصص مجموعته الأولى (ثلاث شجيرات تثمر برتقالا).
قدمه يوسف إدريس في مجلة (الكاتب) ونشر له مجموعة محبوب الشمس بعد أن قابله واستمع إليه في مقهى ريش، وقدمه أيضا عبد الفتاح الجمل في الملحق الأدبي بجريدة المساء مما ساعد على ظهور نجمه كواحد من أبرز كتاب القصة القصيرة، وكتب يحيى الطاهر بعض القصص لمجلة الأطفال (سمير).
تزوج يحيى الطاهر من أخت صديقه الناقد عبد المنعم تليمة وأنجب بنتين هما أسماء وهالة ومحمد وقد توفي وهو صغير .

## أعماله
ليحيى الطاهر عبد الله العديد من الأعمال الإبداعية المتميزة من أهمها:
- ثلاث شجيرات تثمر برتقالا - 1970.
- الدف والصندوق - 1974.
- الطوق والأسورة - 1975.
- أنا وهي وزهور العالم - 1977.
- الحقائق القديمة صالحة لإثارة الدهشة - 1977.
- حكايات للأمير حتى ينام - 1978.
- تصاوير من التراب والماء والشمس - 1981.
- حكاية على لسان كلب (قصة طويلة نُشرت في الأعمال الكاملة بعد رحيله).
- الرقصة المباحة (مجموعة قصصية نُشرت في الأعمال الكاملة).

نشرت له أعماله الكاملة في عام 1983 عن دار المستقبل العربي وضمت مجموعة قصصية كان يحيى قد أعدها للنشر ولكنه توفي قبل أن يبدأ في ذلك وهي (الرقصة المباحة)، وصدرت طبعة ثانية عام 1993.
ترجمت أعماله إلى الإنجليزية وقام بترجمتها دنيس جونسون ديفز وإلى الإيطالية والألمانية والبولندية.

## وفاته
توفي يحيى الطاهر عبد الله يوم الخميس 9 أبريل 1981 قبل أن يتم الثالثة والأربعين بأيام في حادث سيارة على طريق القاهرة الواحات، ودفن في قريته الكرنك بالأقصر.
رثاه الكثير من الكتاب والشعراء.
فكتب الشاعر أمل دنقل
ليت (أسماء) تعرف أن أباها صعد..لم يمت
وهل يمت الذي (يحيى) كأن الحياة أبد .
وكتب يوسف إدريس في رثائه (النجم الذي هوى) ونشرت بالأهرام في 13/4/1981، كما رثاه عبد الرحمن الأبنودي وكتب (عدودة تحت نعش يحيى الطاهر عبد الله).

## وصلات خارجية
يحيى الطاهر عبد الله
يحيي الطاهر عبد الله: الشجرة
يحيى الطاهر عبد الله: جبل الشاي الأخضر
يحيى الطاهر عبد الله حكاية للأمير حتى ينام